# Emily Young
Emily Young (ur. 1970 w Islington, w dzielnicy Londynu) – wielokrotnie nagradzana angielska reżyser i scenarzystka, laureatka Nagrody im. Carla Foremana dla najbardziej obiecującego debiutanta, przyznawanej podczas ceremonii rozdania BAFTA Awards.
Emily Young urodziła się w londyńskiej dzielnicy Islington jako trzecie z czwórki dzieci Helen Young (domu Mason) i Hugona Younga. Jej ojciec był dziennikarzem a jej matka pracownikiem organizacji charytatywnych i autorem książki dziecięcej. Young ukończyła studia na Uniwersytecie Edynburskim, później szkoliła się jako reżyser w Polsce, w Wyższej Szkole Filmowej w Łodzi.

## Filmy
- Ziemia na górze (1996)
- Second Hand (1999)
- Pocałunek życia (2003)
- Weronika postanawia umrzeć (2009)

## Nagrody
- BAFTA Award Carl Foreman Award for Best Newcomer (2004): Kiss of Life
- 52. Międzynarodowy Festiwal Filmowy w Cannes Cinefondation Award (1999): Second Hand